# Носовичі
Носо́вичі — село в Україні, у Луцькому районі Волинської області. Входить до складу Олицької міської громади. Населення становить 315 осіб.

## Географія
Село розташоване на правому березі річки Осинище, лівої притоки Путилівки.

## Історія
Власник поселення Станіслав Радзивілл 9 жовтня 1598 в Олиці підписав заповіт, у якому, зокрема, призначив 16000 злотих польських та маєток Носовичі на будівництво костелу св. Хреста та кляштору домініканців в Олиці.
У 1906 році село Покощівської волості Дубенського повіту Волинської губернії. Відстань від повітового міста 38 верст, від волості 5. Дворів 52, мешканців 341.

## Населення
Згідно з переписом УРСР 1989 року чисельність наявного населення села становила 344 особи, з яких 148 чоловіків та 196 жінок.
За переписом населення України 2001 року в селі мешкало 315 осіб.

### Мова
Розподіл населення за рідною мовою за даними перепису 2001 року:
| Мова       | Відсоток |
| ---------- | -------- |
| українська | 99,68 %  |
| російська  | 0,32 %   |

## Графік маршрутів Луцьк-Жорнище (через Носовичі)
| Назва зупинки | Кількість кілометрів | Вартість | Вартість |
| ------------- | -------------------- | -------- | -------- |

| Дачне | 7 | 2.90 |

| Жабка | 9 | 3.40 |

| Ківерці | 14 | 5.90 |

| Борохів | 20 | 8.50 |

| Піддубці | 23 | 9.30 |

| Звірів | 28 | 11.90 |

| Арматнів | 30 | 12.70 |

| Пальче | 32 | 13.60 |

| Хорлупи | 38 | 16.10 |

| Покащів | 42 | 17.80 |

| Одеради | 44 | 18.70 |

| Хромяків пов | 47 | 19.50 |

| Дідичі | 49 | 21.20 |

| Олика | 52 | 22.50 |

| Чемерин | 55 | 22.50 |

| Носовичі | 59 | 24.20 |

| Жорнище | 61 | 25.90 |

### Культура та освіта
В селі існує школа початкової освіти. У 2014 році зробили євроремонт у школі, замінили дерев'яні вікна на пластикові енергоощадні вікна, перекрили дах будівлі. Також у селі існує свій магазин. Голова сільської Жорнещенської ради є корінний житель села Носовичі Кучер Сергій Фотійович. Сільське життя в селян триває не так вже й одноманітно. Вони мають змогу подивитися на аматорів співаків які не часто але проводять концерти.

### Медицина
В селі існує також мед пункт. Де жителі села можуть отримати першу допомогу та звернутися за порадою чи з питанням до працівника медичного закладу